# The Cosmic Scene: Duke Ellington’s Spacemen

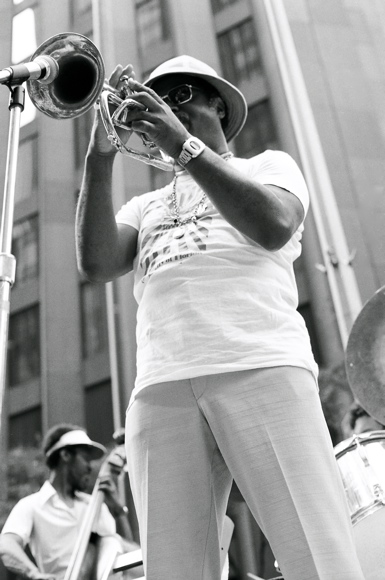
Clark Terry, 1976

The Cosmic Scene: Duke Ellington’s Spacemen ist ein Jazzalbum von Duke Ellington, das am 2. und 3. April in New York aufgenommen und bei Columbia erschien. In den 1990er Jahren wurde das Album erstmals in CD-Form veröffentlicht, erweitert um zwei Alternate Takes. 2006 erschien eine remasterte Stereo-Version des Albums bei Mosaic Records.

## Musik des Albums
Obwohl Duke Ellington noch auf dem Welle des triumphalen Erfolgs seines Newport-Auftritts von 1956 ritt, entschied er sich 1958, sein Orchester für die laufenden Tourneen auf die Größe eines Nonetts zu verkleinern, das er – beeinflusst von der damaligen Begeisterung für Satelliten – The Spacemen nannte. Mit dieser Formation fand lediglich eine einzige Aufnahmesession Anfang Februar 1958 in New York statt. Ellingtons Ensemble spielte hier zumeist Jazzstandards; die Arrangements sahen eine hervorgehobene Rolle der Posaunisten Quentin Jackson, John Sanders und Britt Woodman als Unterstützer der Solisten vor.
Das Material der Spacemen-Session umfasste die Standards Lied und Early Autumn, beide Features für den Klarinettisten Jimmy Hamilton (der die beiden Nummern auch arrangierte) und eine Blues-Version des St. Louis Blues mit Ellington als Solisten, sowie zwei Versionen des Klassikers Body and Soul mit dem Tenorsaxophonisten Paul Gonsalves als Solist, der das Stück komplett umpolt und auf eine neue harmonische Grundlage legt, während er bei dem Alternate Take zur Original-Melodie zurückkehrt.
Die Band spielte neben dem Strayhorn-Klassiker Take the „A“ Train auch eine modifizierte Version von Juan Tizols Perdido, den Standard Midnight Sun und zwei Versionen von Clark Terrys swingender Komposition Jones, bei dessen zweitem Take Schlagzeuger Sam Woodyard am New-Orleans-Jazz angelehnte Shuffle-Akzente setzt. Für die Session schrieb Ellington zwei Original-Kompositionen, als Feature für den Bassisten Jimmy Woode Bass-Ment und – mit Terry als Solisten am Flügelhorn – die schnelle Nummer Spacemen, die am stärksten Anleihen am Bebop nimmt. Der Kritiker Michael G. Nastos bezeichnete sie als Ellingtons wohl eigentümlichste Nummer in dieser Periode.

## Rezeption
Michael G. Nastos bedauerte im Allmusic, dass das Spacemen-Album als „das wohl in vielerlei Hinsicht am geringsten geschätzte Aufnahme in den unermesslichen Annalen der Ellingtonia“ sei; dennoch sei sie „höchst empfehlenswert“.
Hans Ruland nannte das Album in seiner Ellington-Biografie „Dukes erste auf Platte festgehaltene Auseinandersetzung mit dem Bebop […] mit einer Verzögerung von rund 15 Jahren. Jimmy Hamilton, Paul Gonsalves und vor allem Clark Terry glänzten mit ihren Soli zu diesen Aufnahmen […] der geschrumpften Ellington-Band.“ Spiritus rector dieser Session sei zweifelsohne Clark Terry gewesen, „der seine überragende Technik und seinen herrlichen Ton – vor allem am Flügelhorn – hier ganz in den Dienst der neuen Botschaft stellt. Ellington-Fans wollten davon leider nicht wissen […].“
Besonders hervor hob Ruland die Bearbeitung des Al-Jolson-Swingstandards Avalon, auf dessen „harmonischen Gerüst melodieferne Soli geblasen wurden, zu denen Sam Woodyard einen in double time pulsierenden Rhythmus lieferte.“

## Liste der Stücke
- The Cosmic Scene: Duke Ellington’s Spacemen (Columbia 84407)
  1. Avalon (Buddy DeSylva, Al Jolson, Vincent Rose) – 3:22
  2. Body and Soul (Edward Heyman, Robert Sour, Frank Eyton, Johnny Green) – 4:57
  3. Bass-Ment (Ellington) – 3:03
  4. Early Autumn (Ralph Burns, Woody Herman) – 3:10
  5. Jones (Ellington, Terry) – 2:55
  6. Perdido (Drake, Lengsfelder, Tizol) – 2:49
  7. St. Louis Blues (W. C. Handy) – 5:06
  8. Spacemen (Ellington) – 2:32
  9. Midnight Sun (Sonny Burke, Lionel Hampton, Johnny Mercer) – 3:38
  10. Take the 'A' Train (Strayhorn) – 4:59
  11. Body and Soul (Green, Heyman, Eyton, Sour) – 4:46 (alternate take)
  12. Jones (Ellington, Terry) – 2:35
- Die Stücke 1, 2 & 9–11 wurden am 2. April aufgenommen, die Stücke 3–8 & 12 am 3. April 1958.